# Sông Zeya
Sông Zeya (tiếng Nga: Зе́я; tiếng Mãn: Jingkiri bira), là một con sông dài khoảng 1.242 km, là chi lưu phía tả ngạn của sông Amur. Nó bắt nguồn từ dãy núi Tokiysky Stanovik, một phần của dãy núi Stanovoy. Sông Zeya chảy trong địa phận tỉnh Amur qua hồ chứa nước Zeya để nhập vào sông Amur gần thành phố Blagoveshchensk.
Các chi lưu chính của nó bao gồm Tok, Mulmuga, Bryanta, Gilyuy, Urkan ở hữu ngạn và Kupuri, Argi, Dep, Selemdzha và Tom ở tả ngạn.
Sông Zeya bị đóng băng từ tháng 11 năm trước tới tháng 5 năm sau. Nó phục vụ cho giao thông thủy tới các cảng quan trọng nhất trên sông này ở Zeya, Svobodny và Blagoveshchensk.